# Lyomyces
Lyomyces P. Karst. – rodzaj grzybów z rodziny powłocznikowatych (Corticiaceae).

## Charakterystyka
Grzyby kortycjoidalne o owocniku rozpostartym, rozproszonym, o hymenoforze gładkim, rzadziej ziarnistym do zębatego. System strzępkowy monomityczny, wszystkie strzępki ze sprzążkami, strzępki pod skórką cienkościenne do grubościennych, zwykle silnie inkrustowane. Leptocystydy o końcach zakończonych główką lub szydlastych, zwykle mniej lub bardziej inkrustowane. Podstawki maczugowate lub o nieokreślonym kształcie z czterema sterygmami i sprzążką bazalną. Bazydiospory kuliste, elipsoidalne lub cylindryczne, gładkie, cienkościenne do lekko grubościennych nieamyloidalne, słabo cyjanofilne.
Lyomyces zaliczany był dawniej do Hyphodontiaceae. Różni się od Hyphodontia głównie silnie inkrustowanymi, główkowatymi lub szydlastymi cystydami.

## Systematyka i nazewnictwo
Pozycja w klasyfikacji według Index Fungorum: Corticiaceae, Corticiales, Incertae sedis, Agaricomycetes, Agaricomycotina, Basidiomycota, Fungi.
Gatunki występujące w Polsce
- Lyomyces crustosus (Pers.) P. Karst. 1881 – tzw. strzępkoząb skorupiasty[3]
- Lyomyces erastii (Saaren. & Kotir.) Hjortstam & Ryvarden 2009[4]
- Lyomyces juniperi (Bourdot & Galzin) Riebesehl & Langer 2017[4]
- Lyomyces pruni (Lasch) Riebesehl & Langer 2017[4]
- Lyomyces sambuci (Pers.) P. Karst. 1882 – tzw. strzępkoząb bzowy[3]

Nazwy naukowe na podstawie Index Fungorum. Wykaz gatunków i nazwy polskie według W. Wojewody i innych.